# 埃斯普拉纳达
埃斯普拉纳达（葡萄牙語：Esplanada）是巴西巴伊亚州的一个市镇。总面积1370.693平方公里，总人口29161人，人口密度21.3人/平方公里。